# Pobiedziska
Pobiedziska (niem. Pudewitz) – miasto w Polsce, w woj. wielkopolskim, w powiecie poznańskim, siedziba gminy miejsko-wiejskiej Pobiedziska. W latach 1975–1998 miasto administracyjnie należało do woj. poznańskiego.
Według danych z 30 czerwca 2022 miasto liczyło 9850 mieszkańców.
Miasto królewskie lokowane w 1266 roku, należące do starostwa pobiedziskiego, pod koniec XVI wieku leżało w powiecie gnieźnieńskim województwa kaliskiego.

## Historia

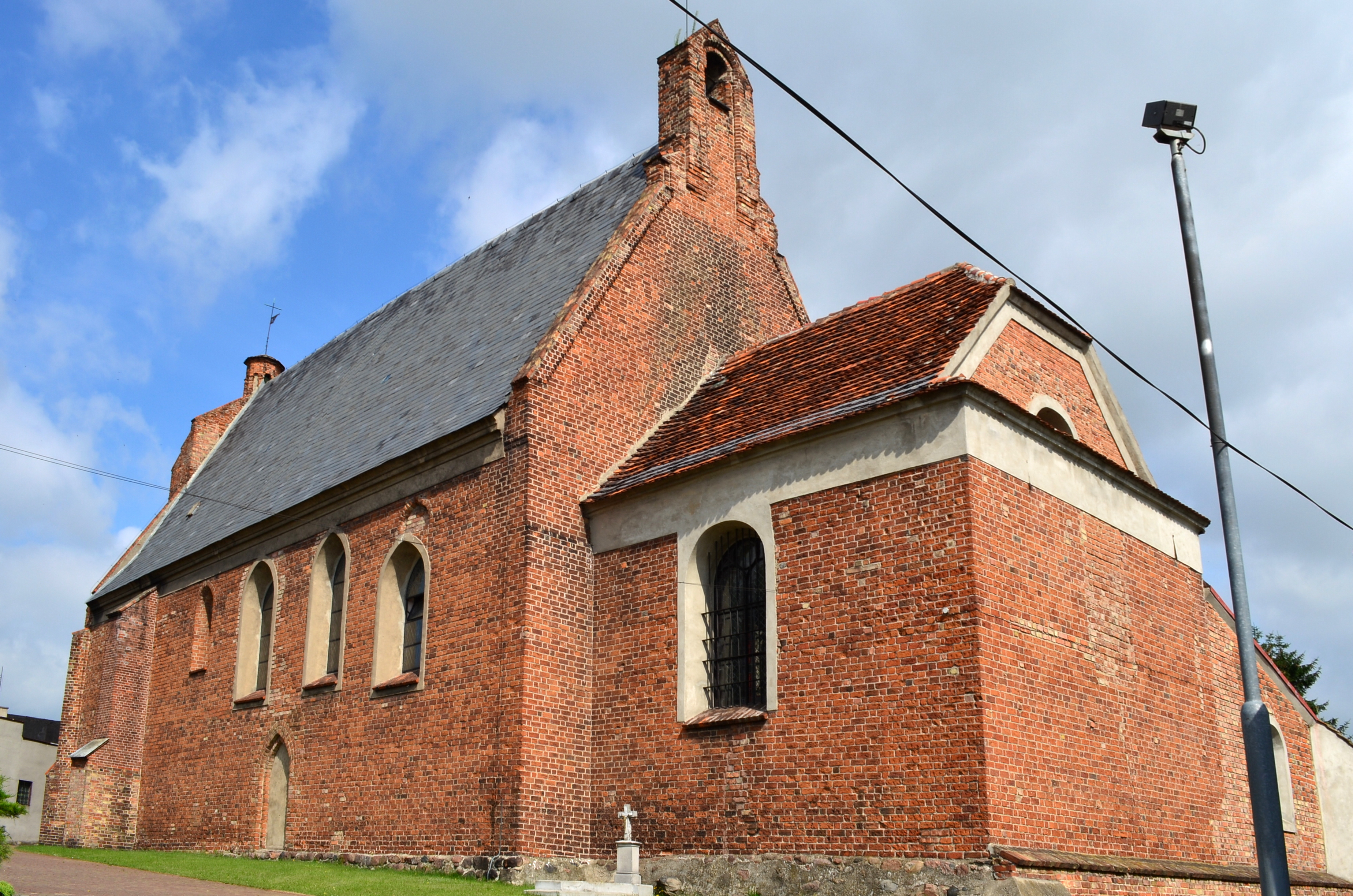
Kościół parafialny pw. św. Michała Archanioła z XIII i XIV w.

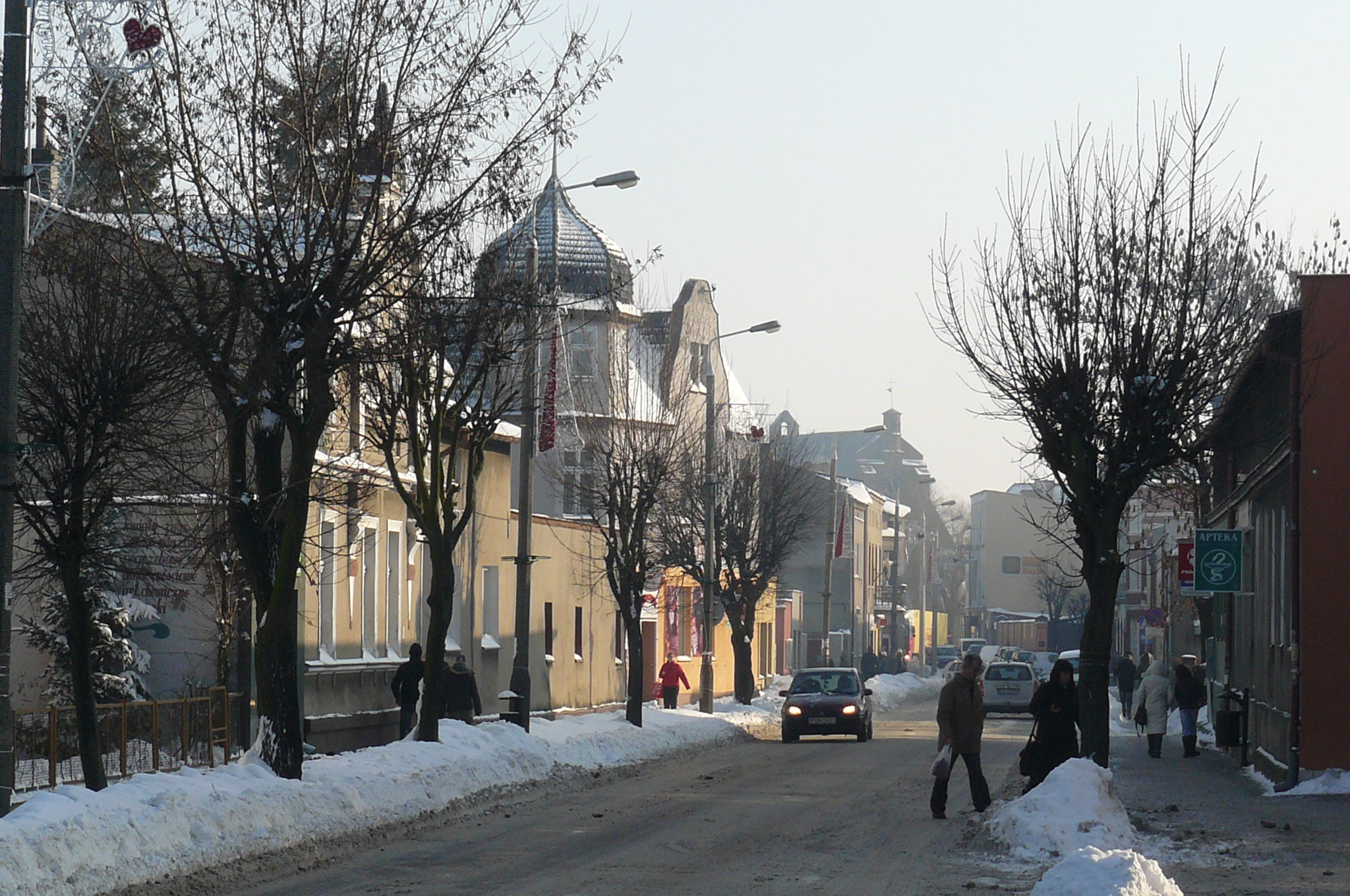
Ul. Kazimierza Odnowiciela – główna ulica handlowa Pobiedzisk

Pobiedziska leżą na Szlaku Piastowskim między Poznaniem a Gnieznem, niedaleko Ostrowa Lednickiego. Według miejscowej tradycji Kazimierz Odnowiciel nadał w 1048 roku niewielkiej osadzie nazwę wywodzącą się od słowa pobieda (zwycięstwo). Jest ona prawdopodobnie związana ze zwycięską bitwą, którą stoczył książę Kazimierz w okolicach Pobiedzisk ze zbuntowanym namiestnikiem Mazowsza, Masławem.
W 1246 roku wydano dokument Przemysła I poświadczający funkcjonowanie w Pobiedziskach dworu tego księcia. Duża liczba dokumentów kancelarii Przemysła I wydawana w Pobiedziskach w latach 1246–1258 sugeruje, że mieściła się tutaj jego wiejska rezydencja.
W 1257 roku Przemysł I nadał Pobiedziskom prawa miejskie, dzięki czemu miasto to należy do grupy najwcześniejszych wielkopolskich lokacji. Wtedy też powstało regularne rozplanowanie miasta, typowe dla tych jednostek osadniczych. Lokacja uniezależniła je to od kasztelanii na Ostrowie Lednickim. Miasto rozwijało się, mieszkańcy bogacili się na produkcji i handlu – informacje o tym są zawarte w źródłach z pierwszej połowy XIV w. W 1278 roku odbył się w Pobiedziskach zjazd dzielnicowy dostojników wielkopolskich z udziałem książąt Bolesława Pobożnego i Przemysła II.
W 1331 roku Krzyżacy splądrowali i zniszczyli miasto oraz zamek. Wstrzymało to na krótki czas jego rozwój, jednak wkrótce zaczęła się odbudowa stanu gospodarczego, uzupełniona rozwojem infrastruktury.
Pobiedziska odwiedzał często król Władysław II Jagiełło, m.in. w latach 1410, 1419 i 1425. W 1418 roku Jagiełło witał tu delegację wracającą z soboru w Konstancji, a w 1423 roku ufundował kościół św. Ducha i szpital dla ubogich. W roku 1458 za panowania Kazimierza Jagiellończyka, w okresie wojny 13-letniej, Pobiedziska wysłały na pomoc Malborkowi 15 uzbrojonych ludzi, podczas gdy Gniezno 20. Świadczy to o bogactwie miasta, gdyż uzbrojenie jednego człowieka było wówczas bardzo kosztowne.
Przez prawie cały okres swojego istnienia Pobiedziska były miastem królewskim. Wyjątek stanowią lata 1471–1497, kiedy należały do wielkopolskiego rodu Górków.
W XV w. sporadycznie w Pobiedziskach orzekał sąd starosty generalnego (sąd grodzki).
W 1513 roku miasto otrzymało przywilej organizowania cotygodniowych (czwartkowych) targów oraz jarmarku w dniu 24 marca. W drugiej połowie XVI w. rozpoczyna się okres upadku gospodarczego Pobiedzisk. Pożary w roku 1561 i 1579, epidemia cholery (1625), potop szwedzki (1655), powojenna anarchia oraz kolejna epidemia przerwały rozwój Pobiedzisk na długie lata. Dopiero pod koniec XVII w. do miasta i okolic napłynęli osadnicy, którzy zaczęli budować nowe domy, warsztaty i sklepy oraz zagospodarowywać leżącą odłogiem ziemię. Proces odbudowy i stabilizacji gospodarczej przerwała wojna północna (1700–1721). Pod jej koniec na ziemię pobiedziską napłynęli nowi osadnicy ze Śląska i Niemiec, którzy zakładają osady nazywane Olędrami, pobudza to rozwój miasta, a w szczególności handlu i rzemiosła.
Okres radości z powodu uchwalenia prawa dla miast i Konstytucji 3 Maja skończył się wraz z II rozbiorem Polski (1793) i wkroczeniem do Pobiedzisk wojsk pruskich. Z dokonanego przez nowe władze spisu wynika, że w mieście było 156 domów, w których mieszkało 791 osób. Funkcjonowało między innymi 106 warsztatów rzemieślniczych, 2 gospody z zajazdami, 3 młyny wodne oraz 2 szkoły. Wszystkie ulice były brukowane, a władze miejskie reprezentowało 11 urzędników. Ludność Pobiedzisk w latach niewoli walczyła o zachowanie polskości, podejmując różnorodne inicjatywy. Należy zaliczyć do nich założenie w 1866 roku przez Maksymiliana Jackowskiego Kółka Rolniczego w Pobiedziskach, którego głównym celem było upowszechnianie wiedzy rolniczej i udzielanie pomocy małym gospodarstwom rolnym, założenie w 1908 roku Spółdzielni Rolniczo-Handlowej Rolnik i powstanie w 1905 roku Banku Ludowego. Oprócz tego aktywną działalność prowadziły towarzystwa patriotyczne, np. Towarzystwo Gimnastyczne Sokół, Towarzystwo Czytelni Ludowych, Koło Śpiewacze im. B. Dembińskiego, Katolickie Towarzystwo Robotników i Towarzystwo Przemysłowców.

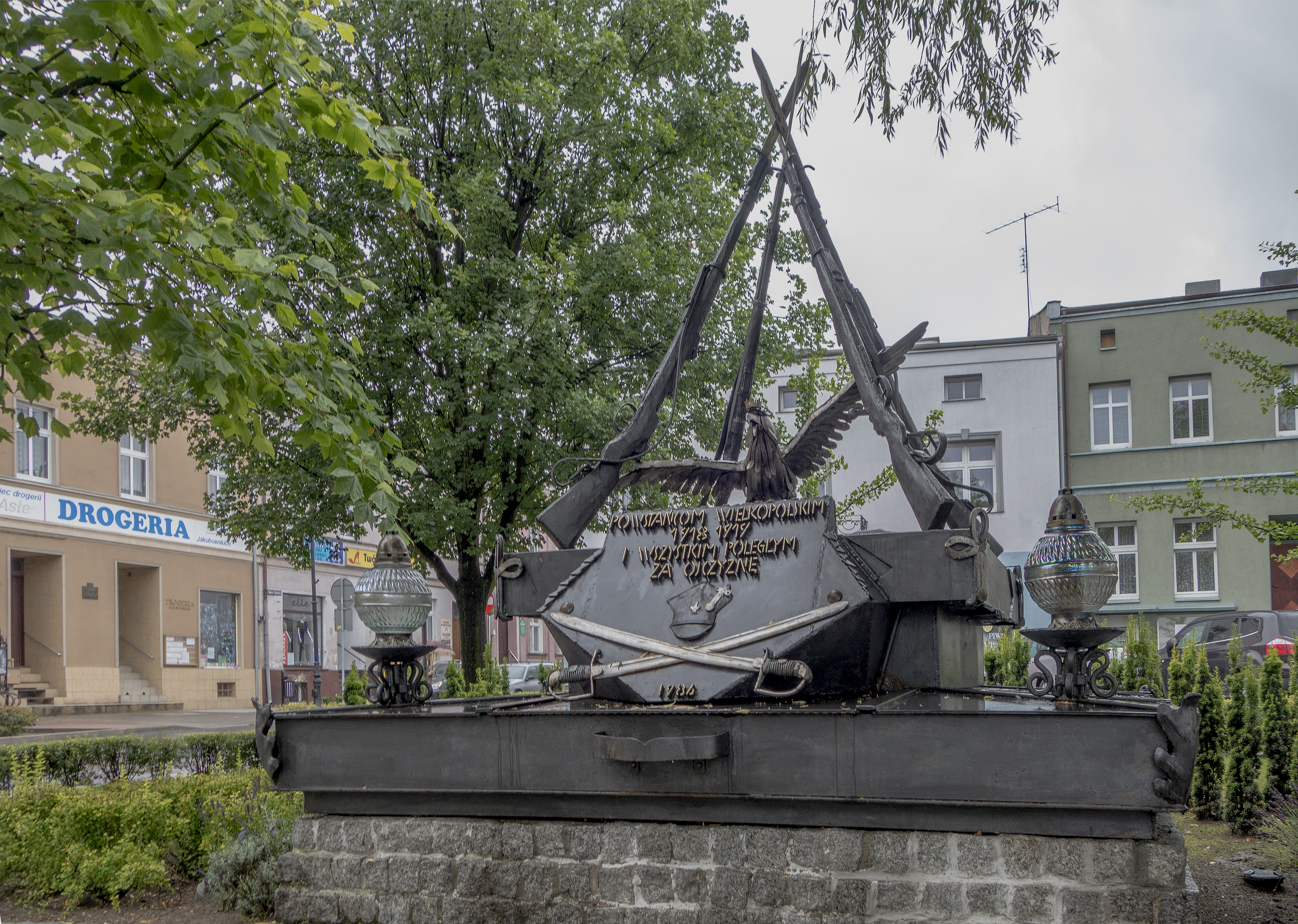
Pomnik Powstańców Wielkopolskich na Rynku

29 grudnia 1918 roku mieszkańcy Pobiedzisk podjęli spontaniczną akcję przejmowania władzy od niemieckich urzędników oraz rozbrajania policjantów i osadników. Dnia 4 stycznia 1919 roku wyruszył z miasta pierwszy oddział powstańczy, który wziął m.in. udział w walkach o Inowrocław. Wkrótce oddziały powstańcze zostały przekształcone w regularną armię. Batalion z Pobiedzisk (około 400 osób) złożył na Rynku w dniu 13 kwietnia 1919 roku uroczystą przysięgę, którą odbierał generał Józef Dowbor-Muśnicki.
Dwudziestolecie międzywojenne to okres ogólnego zubożenia ludności. Szalejące bezrobocie pogłębiało kontrasty i budziło niezadowolenie społeczne. Mimo to w mieście pobudowano strażnicę, strzelnicę, boisko sportowe oraz urządzono plażę i przystań wodną nad Jeziorem Biezdruchowo. Wybudowano ratusz w stanie surowym, wykonano kanalizację burzową oraz ułożono płyty chodnikowe na głównych ulicach. Przed wybuchem wojny miasto liczyło 4255 mieszkańców, z których 157 było narodowości niemieckiej i 4 żydowskiej. Na terenie miasta działalność prowadziło ponad 70 warsztatów rzemieślniczych i 67 sklepów.
30 sierpnia 1939 roku powołano do wojska ok. 220 rezerwistów, a wśród nich: Mariana Sypniewskiego, Edmunda Bartlitza, Henryka Lewandowskiego i Cezarego Wizego, którzy w wyniku działań wojennych dostali się do niewoli radzieckiej i zostali zamordowani w Katyniu. 13 września 1939 roku w godzinach przedpołudniowych do miasta wjechały jednostki Wehrmachtu, które w porozumieniu z miejscową ludnością niemiecką zaczęły od razu wdrażać politykę terroru i eksterminacji. Przejawiała się ona wysiedleniami, zsyłką do obozów koncentracyjnych oraz karami śmierci i więzienia. Z rąk hitlerowskiego wymiaru sprawiedliwości zginęło w okresie okupacji ponad 50 mieszkańców. 22 stycznia 1945 roku 45. Brygada Pancerna Gwardii, dowodzona przez płk. Nikitę Morgunowa wkroczyła do miasta od strony Gniezna.
Po wojnie miasto rozwijało się bardzo wolno. Dopiero w połowie lat siedemdziesiątych XX w. nastąpiło widoczne ożywienie gospodarcze. Proces ten został przyspieszony w roku 1990 na skutek przywrócenia prawdziwej samorządności, umożliwiającej gminie gospodarowanie własnymi środkami finansowymi.
W latach 1934–1954 w granicach Pobiedzisk znajdowało się Wójtostwo.

### Nazwa
Pierwszą informacją źródłową o Pobiedziskach w postaci nazwy tej miejscowości Pobezisch jest wzmianka zamieszczona w dokumencie wydanym przez księcia Władysława Odonica w 1233 roku. Miejscowość pod zlatynizowaną nazwą Pobodis wymieniona jest także w łacińskim dokumencie wydanym w Poznaniu w 1278 roku sygnowanym przez księcia polskiego Bolesława oraz Przemysła II.

## Demografia

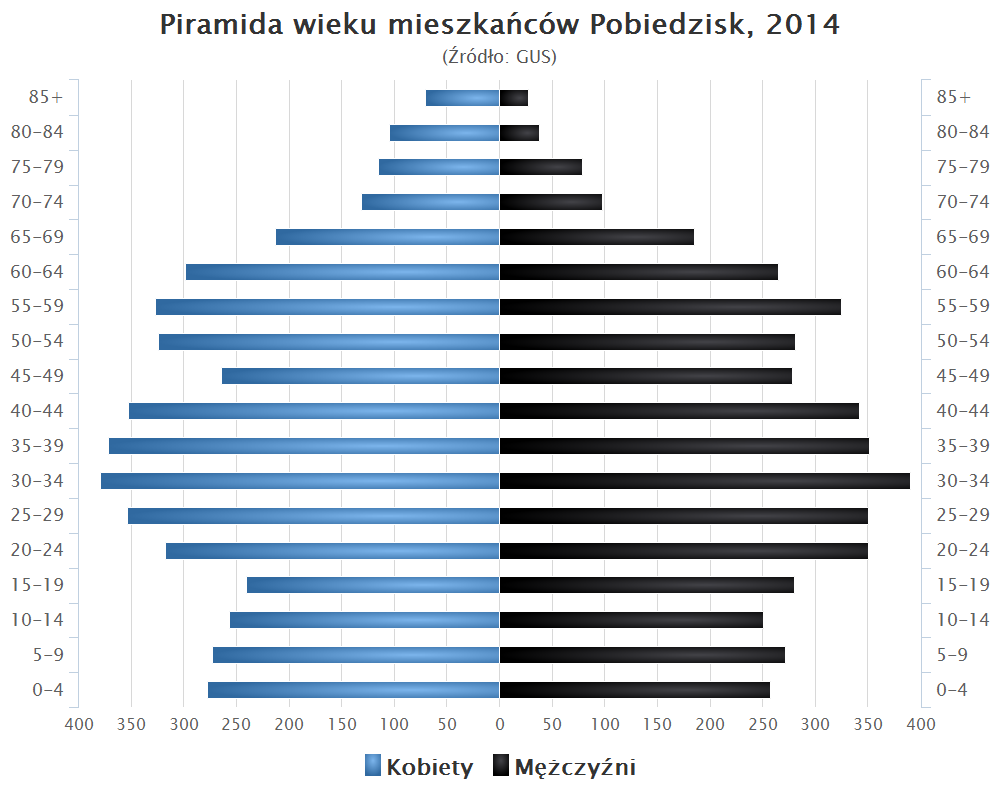
Piramida wieku mieszkańców Pobiedzisk w 2014 roku

| Dane historyczne | Dane historyczne | Dane historyczne |
| Rok              | Ludność          | Zm., %           |
| ---------------- | ---------------- | ---------------- |
| 1880             | 2255             | –                |
| 1890             | 2428             | 7,7%             |
| 1900             | 2855             | 17,6%            |
| 1910             | 3397             | 19%              |
| 1921             | 3363             | −1%              |
| 1931             | 3745             | 11,4%            |
| 1939             | 4452             | 18,9%            |
| 1950             | 3767             | −15,4%           |
| 1960             | 5008             | 32,9%            |
| 2010             | 8748             | 74,7%            |
| [ 13 ] [ 14 ]    |                  |                  |

## Architektura

### Zabytki
Zabytkami miasta są:

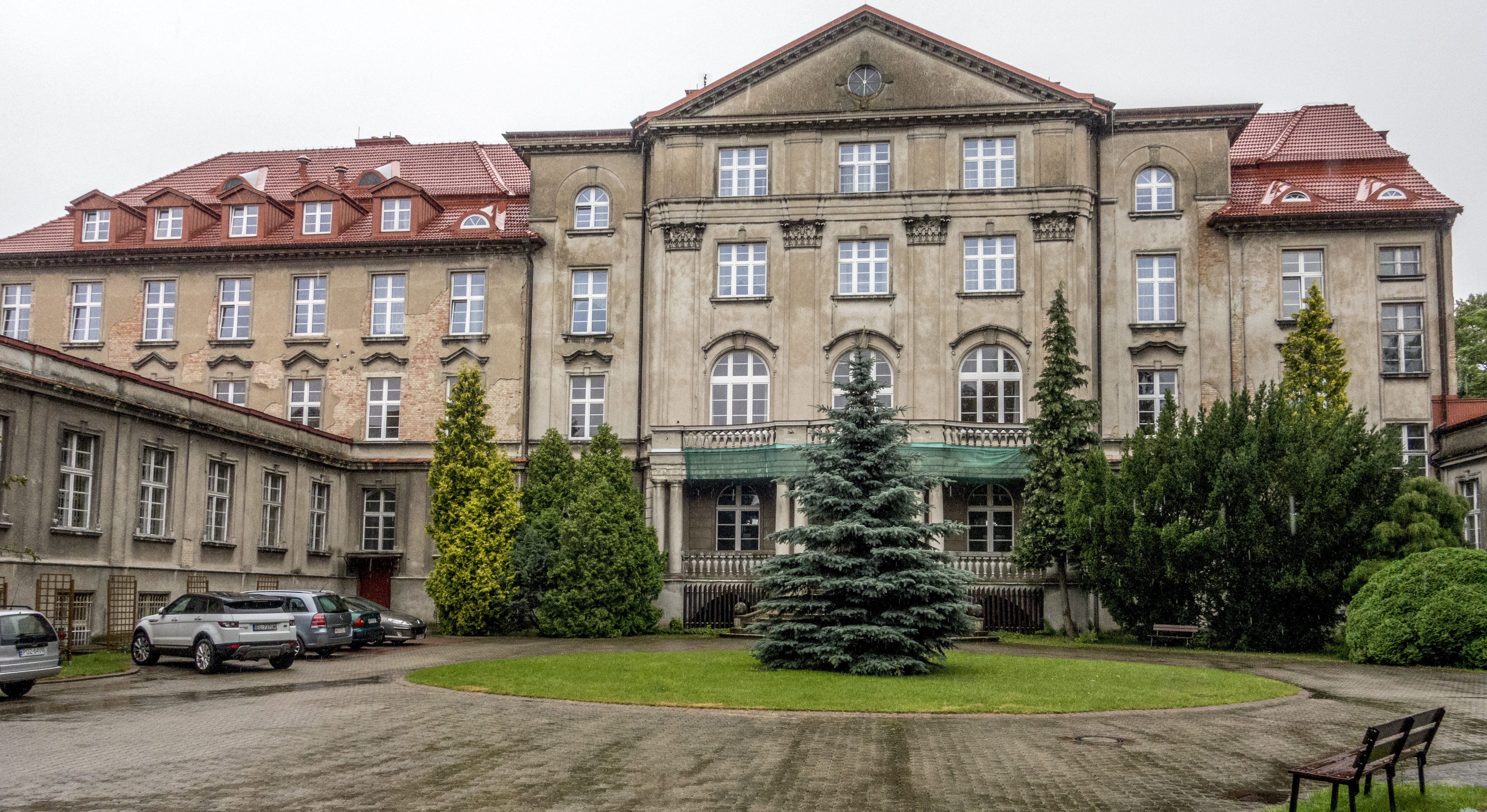
Dawna szkoła Sióstr Sacré Coeur, przekształcona w dom rekolekcyjny

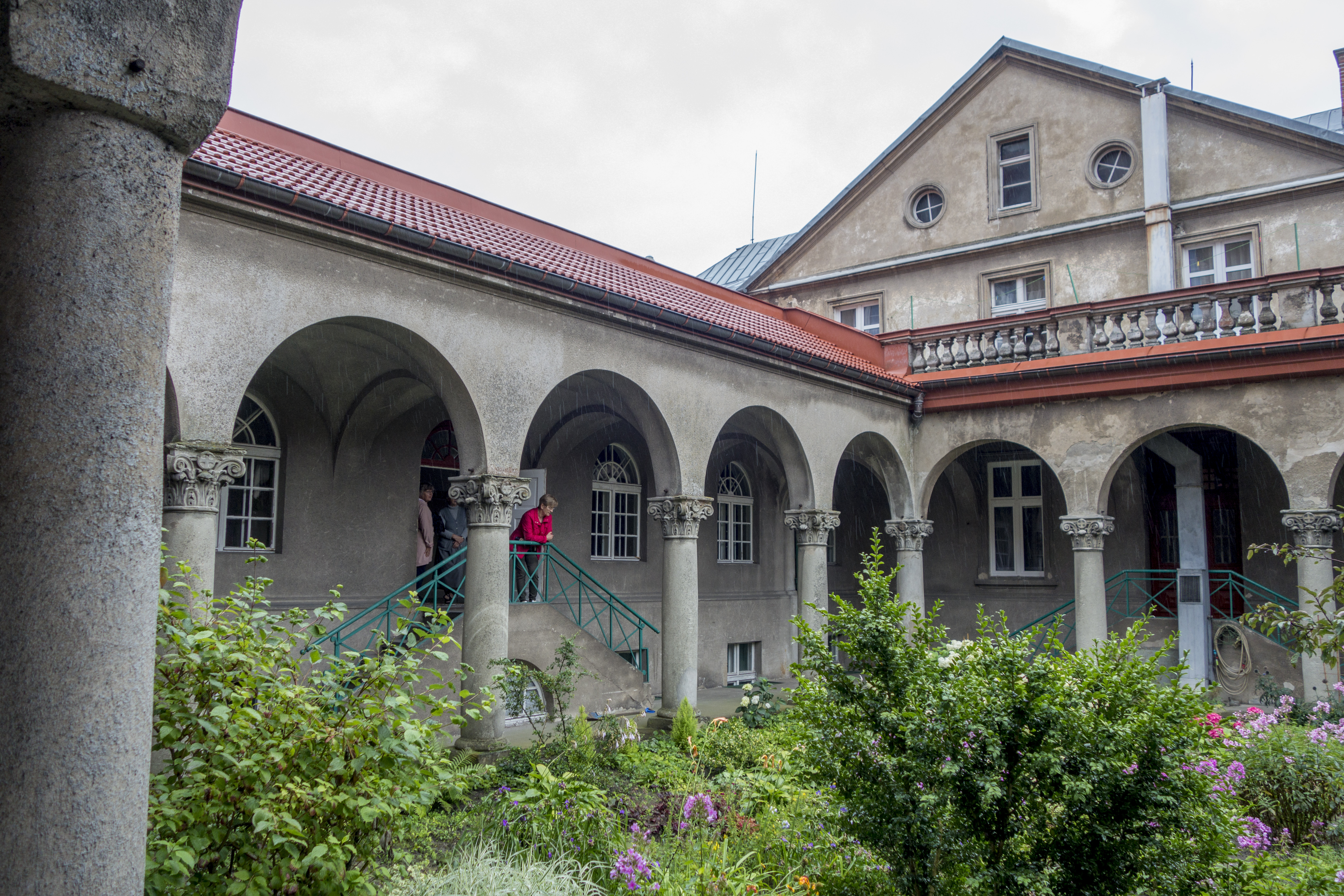
Wirydarz – ogród wewnątrz murów klasztoru Sióstr Sacré Coeur

- wczesnogotycki (przebudowany) kościół pw. św. Michała Archanioła z przełomu XIII i XIV w., siedziba parafii.
- klasycystyczny, poewangelicki kościół pw. św. Ducha z pierwszej połowy XIX w, siedziba parafii.
- domy z XIX w.
- klasztor Sióstr Sacré Coeur ze szkołą i internatem z lat 20. XX w. (obecnie dom rekolekcyjny)
- ratusz z lat 30. XX w.
- stary cmentarz żydowski.
- wikariat zbudowany w 1820 r.
- plebania zbudowana w 1887 r.
- zabytkowa dzwonnica zbudowana w XIX w.
- 2 zabytkowe szkoły.
- dom katolicki zbudowany przez bank ludowy w 1910 r.
- dworzec kolejowy.
- gazownia miejska zbudowana w 1905 r.
- rynek miasta z XIX w.

## Religia

### Wspólnoty wyznaniowe
- Kościół rzymskokatolicki:
  - parafia Świętego Ducha

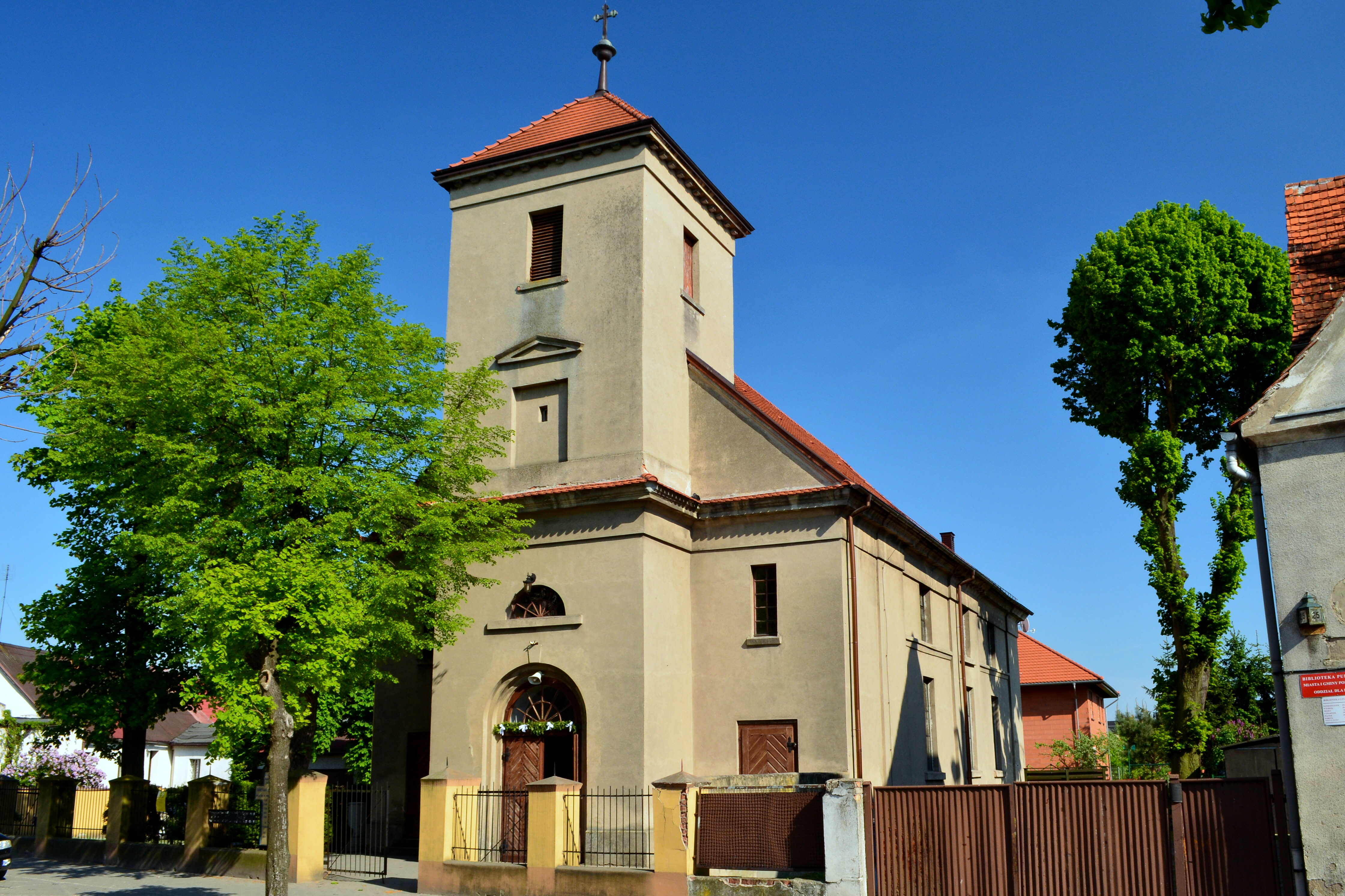
Kościół poewangelicki, obecnie rzymskokatolicki pw. Św. Ducha z 1. poł. XIX w.

  - parafia Matki Boskiej Nieustającej Pomocy
  - parafia św. Michała Archanioła w Pobiedziskach
- Świadkowie Jehowy:
  - zbór Pobiedziska (Sala Królestwa ul. Poznańska 80)[17]

## Sport
Klubem sportowym w mieście jest MGKS Huragan, obok którego działa Amatorska Gminna Liga Piłki Nożnej. Miasto posiada także bazę do uprawiania tenisa ziemnego.
W listopadzie 2010 roku do użytku oddano również kompleks edukacyjno-sportowy, na terenie którego znajduje się hala sportowa, boisko do siatkówki, koszykówki i piłki nożnej oraz bieżnia lekkoatletyczna.
W miejscowym Huraganie zaczynał karierę jako piłkarz Bartosz Ślusarski.
Piłkarze MGKS Huragan rozgrywają swoje spotkania na stadionie miejskim, znajdującym się przy ulicy Kiszkowskiej 7. Obiekt może pomieścić 924 widzów. Obiekt był jedną z aren piłkarskich Mistrzostw Europy U-19 w 2006 roku oraz Mistrzostw Europy U-18 w rugby union w 2014 roku.
Na osiedlu Letnisko Leśne działa też klub sportowy UKS Pobiedziska Letnisko. Bierze on udział w rozgrywkach hokeja na trawie i na hali.

## Polityka

### Współpraca międzynarodowa
Miasta i gminy partnerskie:
- Haaren[20]
- Marktheidenfeld[20]
- Montfort-sur-Meu[20]
- Växjö[20]
- Korelicze[20]

## Osoby związane z Pobiedziskami
- Antoni Świadek (ur. 1909 w Pobiedziskach, zm. 1945 w Dachau) – polski duchowny katolicki, błogosławiony Kościoła katolickiego.
- Andrzej Pieczyński, który zagrał m.in. w Ogniem i mieczem (film 1999).

### Honorowi obywatele miasta
- Ludovic Obraniak – piłkarz reprezentacji Polski, którego pradziadkowie wyemigrowali z Pobiedzisk do Francji w 1957[21].